# Wilhelm Adrian von Horn

Wilhelm Adrian von Horn

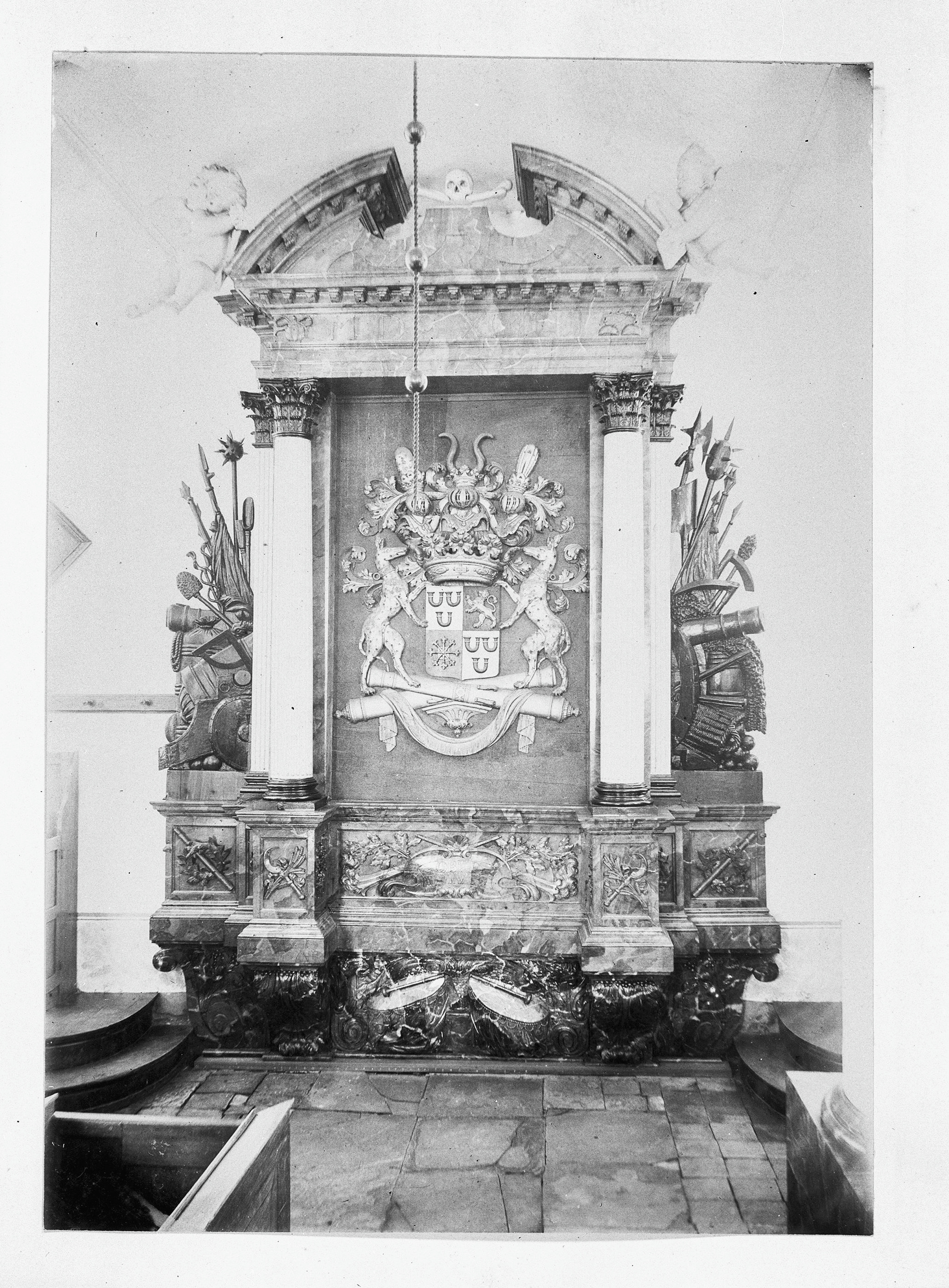
Epitaph für Wilhelm Adrian von Horn in St. Victor in Batenburg

Wilhelm Adrian von Horn, auch Wilhelm Adrian Graf von Hornes (* ca. 1633 in Kessel (Limburg); † 4. März 1694) war ein niederländischer General der Artillerie.

## Leben
Wilhelm Adrian von Horn entstammte der niederländischen Adelsfamilie Horn. Er war der Sohn des vor 1664 verstorbenen Johann Belgicus Graf von Horne, Baron von Kessel und Batenburg, welcher seit 1632 mit Johanne von Bronchorst und Batenburg, die ihm Batenburg als Erbe mit in die Ehe gebracht hatte, verheiratet war.
Wilhelm Adrian von Horn wurde im Holländischen Krieg niederländischer General der Artillerie und war Gouverneur zu Hulst.
In der reformierten Oude Sint-Victorkerk in Batenburg in der Gemeinde Wijchen wurde ihm ein Epitaph gesetzt.

## Familie
Aus seiner 1659 geschlossenen Ehe mit Anna Justina von Nassau (1638–1721) gingen drei Töchter hervor:
- Isabella Justina (1662–1734); ⚭ den niederländischen Brigadier der Kavallerie Ernst Graf zu Bentheim-Steinfurt (1661–1713)
- Amalie Luise (1665–1728); ⚭ den niederländischen Konteradmiral Ludwig Graf von Nassau-Ottweiler (1661–1699), Sohn von Graf Johann Ludwig von Nassau-Ottweiler und seiner Frau Dorothea Katharina von Pfalz-Birkenfeld-Bischweiler
- Johanna Sidonie (1670–1762); ⚭ den niederländischen General der Kavallerie und Gouverneur zu Heusden Statius Philipp Graf zu Bentheim-Steinfurt (1668–1749)